# Ziak
Ziak (Évry, 2 luglio 1997) è un rapper francese di origini algerine. Insieme a Gazo, Freeze Corleone e Ashe 22, è uno dei principali esponenti della drill francese.

## Biografia
Ziak è un rapper francese di origini algerine, ha deciso, già dagli esordi, di nascondere il suo viso e il colore della pelle per rimanere nell'anonimato. Di lui si sa ufficialmente poco.

### Primi anni di vita
Il 2 giugno 2023, Ziak ha condotto per la prima volta un'intervista con Mouloud Achour nello show Clique X. Durante l'intervista comunica di essere nato da padre delle Indie occidentali e da madre algerina, e che è cresciuto nella Francia continentale da quest'ultima, con pochissime risorse. Con le sue sorelle, la famiglia si trasferì di città in città più di venti volte, tra Ris-Orangis, Corbeil-Essonnes ed Évry in particolare, nel quartiere di Pyramides nel caso di quest'ultima città.
Il suo nome d'arte, “Ziak”, deriva da un'espressione comunemente usata nel dipartimento dell'Essonne, in particolare a Grigny secondo lui “Fare qualcosa in ziak” significa “farlo velocemente e partire”. Conferma così le teorie basate sull'uso della parola gergale "sten" (che significa "buono"), che ne collocava l'origine in questo dipartimento.

### Carriera

#### Inizi
Nonostante l'assenza del padre chitarrista, il giovane Ziak era immerso nella musica. È cresciuto principalmente con l'hip-hop, ma anche con il reggae e la dancehall. Iniziò a rappare all'età di 11 anni, facendo subito le sue prime sessioni in studio, dove finirono tutti i suoi risparmi. “Non c'erano ancora le tendenze, i freestyle su Instagram... rappavo nei bagni e c'erano tutti”.

#### Akimbo(2020-2022)

##### Debutto (2020)
Il 14 gennaio 2020 pubblica il suo primo singolo, Double Dash, riscontrando un relativo successo su YouTube grazie anche a testi diventati iconici, come "Libérez tous mes copains! (Libera tutti i miei amici!)". Qualche settimana dopo, il 31 gennaio, pubblica Raspoutine, accompagnandolo con una clip in cui sono presenti numerosi coltelli sospesi da terra. Questo video musicale porterà una certa visibilità a Ziak e lo renderà un rapper in notevole crescita.
Il 19 ottobre 2020 ha pubblicato il suo primo singolo certificato diamante che gli ha permesso di farsi un nome nella scena rap francese: Fixette (a luglio 2024, 73 milioni di visualizzazioni su YouTube e 101 milioni di stream su Spotify), che è il suo più grande successo commerciale fino ad oggi. Successivamente pubblica altri due singoli intitolati 123 Soleil e Flocko i quali hanno avuto successo senza però ottenere nessuna certificazione.

##### Successo (2021)
Tre mesi dopo l'uscita di Flocko, il 15 febbraio 2021, Ziak pubblica il suo nuovo singolo Galerie. Questo pezzo verrà particolarmente utilizzato sul social network TikTok, con la frase “J'aime bien, j'aime beaucoup c'que tu proposes”. Mentre pubblicava tutte le sue tracce in modo indipendente, la sua carriera prese una nuova svolta. A maggio firma un contratto con l'etichetta Millenium di Capitol Music France, di proprietà della Universal.

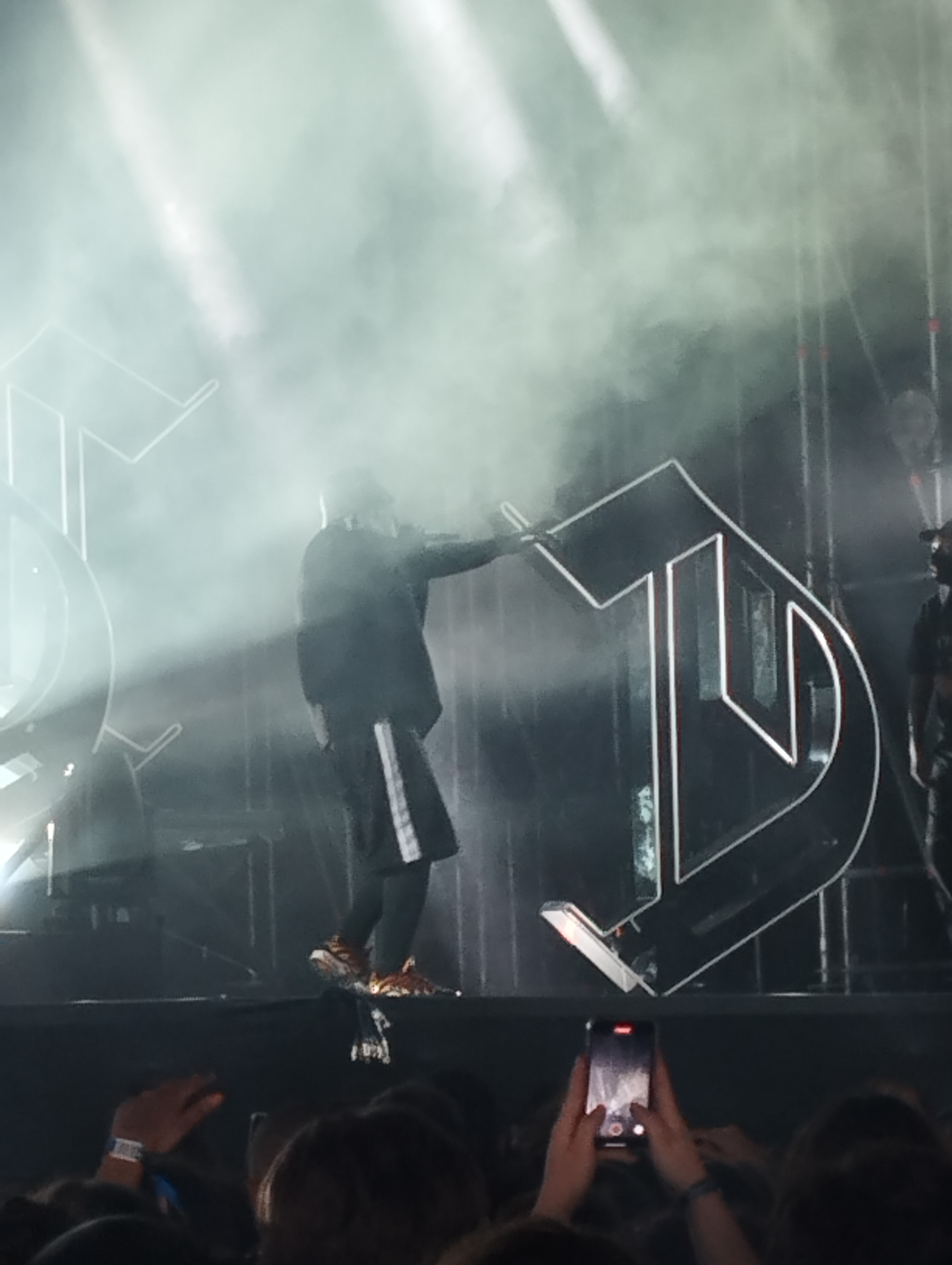
Ziak in concerto al We Love Green nel giugno 2022

Il 28 ottobre 2021 pubblica la sua terza canzone, Akimbo, successivamente diventata primo disco d'oro e disco di platino poi, superando il milione di ascoltatori mensili su Spotify il giorno successivo, senza aver pubblicato alcun progetto.
Il suo primo album, con lo stesso nome del suo ultimo singolo, viene pubblicato il 12 novembre 2021 e contiene 17 tracce tra cui una collaborazione con il rapper Maes. Con 18.766 vendite nella prima settimana, è uno dei migliori inizi del rap francese dell'anno 2021.
In concomitanza con l'uscita del primo album, Ziak annuncia un concerto al teatro parigino La Cigale per maggio 2022. Ma vedendo l'entusiasmo per questo annuncio (tutto esaurito in 24 ore), svela l'Akimbo Tour, questa volta con prima tappa allo Zénith di Parigi il 27 maggio 2022 e con concerto finale il 28 gennaio 2023 a Caen. L'album è stato certificato disco d'oro un mese dopo la sua uscita.

##### Leggera pausa (2022)
Dopo un'ascesa fulminea nel mondo del rap, Ziak pubblica altri due singoli in aprile e maggio 2022 (Dans les rule e You know). Sette mesi dopo la pubblicazione, Akimbo viene certificato disco di platino. Alla fine di settembre viene invitato da Kerchak a collaborare nel brano Peur, che apparirà nel suo album Confiance, pubblicato a novembre. A fine ottobre appare nella compilation Le soleil se lèvera à l’Ouest dei media Raplume, con il singolo Talent.

#### Chrome (2023-)
Il 19 gennaio 2023, al termine del suo concerto allo Zénith di Parigi, ha annunciato l'uscita del suo prossimo album, Chrome, fissando come data il 24 febbraio 2023. Di conseguenza, è stato pubblicato un primo estratto, intitolato Même pas un grincement, certificato disco d'oro nel maggio dello stesso anno. Questo secondo progetto è composto da 14 titoli e sarà accolto meno bene del primo, con solo 9951 vendite nella prima settimana, contro quasi il doppio di Akimbo.
Il 21 marzo Ziak completa il suo secondo album con una traccia dal titolo Pistol & Zamal, con suoni delle Antille. Si parlava già da metà febbraio di una possibile traccia extra, ma il rapper non confermò le voci. Successivamente parlando del brano dirà: "Pensavo che la gente non avrebbe capito, sembra retrò, ma lo adoro". Il 24 maggio pubblica un'ulteriore traccia, Halla, portando così Chrome a sedici tracce audio. Due mesi dopo, il 28 luglio, un nuovo singolo pubblicato senza annunci o anticipazioni si unisce all'album: Cette vie. Il 6 ottobre aggiunge la 18ª e ultima traccia, Vautours, portando con Koba LaD il primo featuring dell'album.

## Identità
Ziak è oggetto di molte teorie sulla sua identità e sul suo passato di rapper, alle quali raramente reagisce. Durante l'intervista per Clique dichiarò: “Mi piace che si fantastici, che ci si chieda: ma in realtà ci sono diversi ragazzi? In realtà, chi è? Forse è vecchio?".
Concretamente, il suo vero nome sarebbe Mickael Semy Sarpedon, secondo i titoli di alcune delle sue canzoni. Un certo Mickael Sarpedon, di nazionalità francese, nato il 2 luglio 1997 a Evry, è il beneficiario e azionista di maggioranza della società Chrome Castle, etichetta di Ziak. Inoltre, avrebbe una seconda carriera nel rap come Mikeysem, uno pseudonimo derivato dai suoi nomi. Le voci sono simili e le biografie di Mikeysem, come quella di SoundCloud, coincidono. Avrebbe pubblicato diversi singoli e freestyle, nonché l'EP di sette tracce Prochains Héritiers nel 2022 e avrebbe collaborato con Seezy, un produttore che ha lavorato in particolare per Vald e Freeze Corleone. Già nel 2014 ha pubblicato video umoristici su Vine, ed è apparso in un video di Mahdi Ba e su Planète Rap, il tutto apertamente. Mikeysem, però, ha smentito queste teorie, prima di cancellare il suo account Instagram.

### Immagine
Ziak è facilmente riconoscibile dalla sua bandana e dalla sua voce profonda. La bandana deriva dalla UK Drill, dove gli artisti preferiscono l'anonimato poiché spesso fanno parte di bande. A causa di queste caratteristiche, si diffondono molti meme su Ziak. Parte di essi si riferiscono ad alcune parti di testi delle sue canzoni come:
- "Libérez tous mes copains (Libera tutti i miei amici)";
- "3endi sem fi dem / عندي السم في الدم (السم) (Ho del veleno nel sangue (veleno));
- "Ça, c'est des vrais couteaux ! (Quelli sono veri coltelli!)";
- "Parlons peu ! (Parli poco!)";
- "Coupe coupe coupe (Taglia taglia taglia)".

Ziak coltiva un'immagine misteriosa di se stesso. Ciò si riflette nel suo basso numero di collaborazioni con altri artisti. Pertanto, nella sua carriera ha realizzato solo quattro featuring (LD, Maes, Trafiquinté e Kerchak). Ha anche collaborato con Raplume. Il rapper Maes durante un'intervista dice di non aver visto il suo viso durante la loro collaborazione. Si esprime nei suoi video musicali e nei concerti. Oltre all'intervista rilasciata con Achour, Ziak non è mai apparso alla radio (come Planète Rap) o in televisione.

## Discografia

### Album in studio
- 2021 – Akimbo
- 2023 – Chrome
- 2025 – Essonne History X

### Singoli
- 2020 – Double Dash
- 2020 – Raspoutine
- 2020 – Ronaldo
- 2020 – Quatre
- 2020 – C'est la vie
- 2020 – LG
- 2020 – Fixette
- 2020 – 123 Soleil
- 2021 – Flocko
- 2021 – Galerie
- 2021 – S.P.S.
- 2021 – Ça suffit
- 2021 – Akimbo
- 2021 – Rhum et Machette (feat. Maes)
- 2021 – Vrai / Faux
- 2022 – Dans les règles
- 2022 – You know
- 2023 – Même pas un grincement
- 2023 – Chrome
- 2023 – Pistol & Zamal
- 2023 – Halla